# Hesperaptyxis ambustus
Hesperaptyxis ambustus is een slakkensoort uit de familie van de Fasciolariidae. De wetenschappelijke naam van de soort werd in 1853 voor het eerst geldig gepubliceerd door Augustus Addison Gould.